# Allerheiligstes (HLT-Kirche)

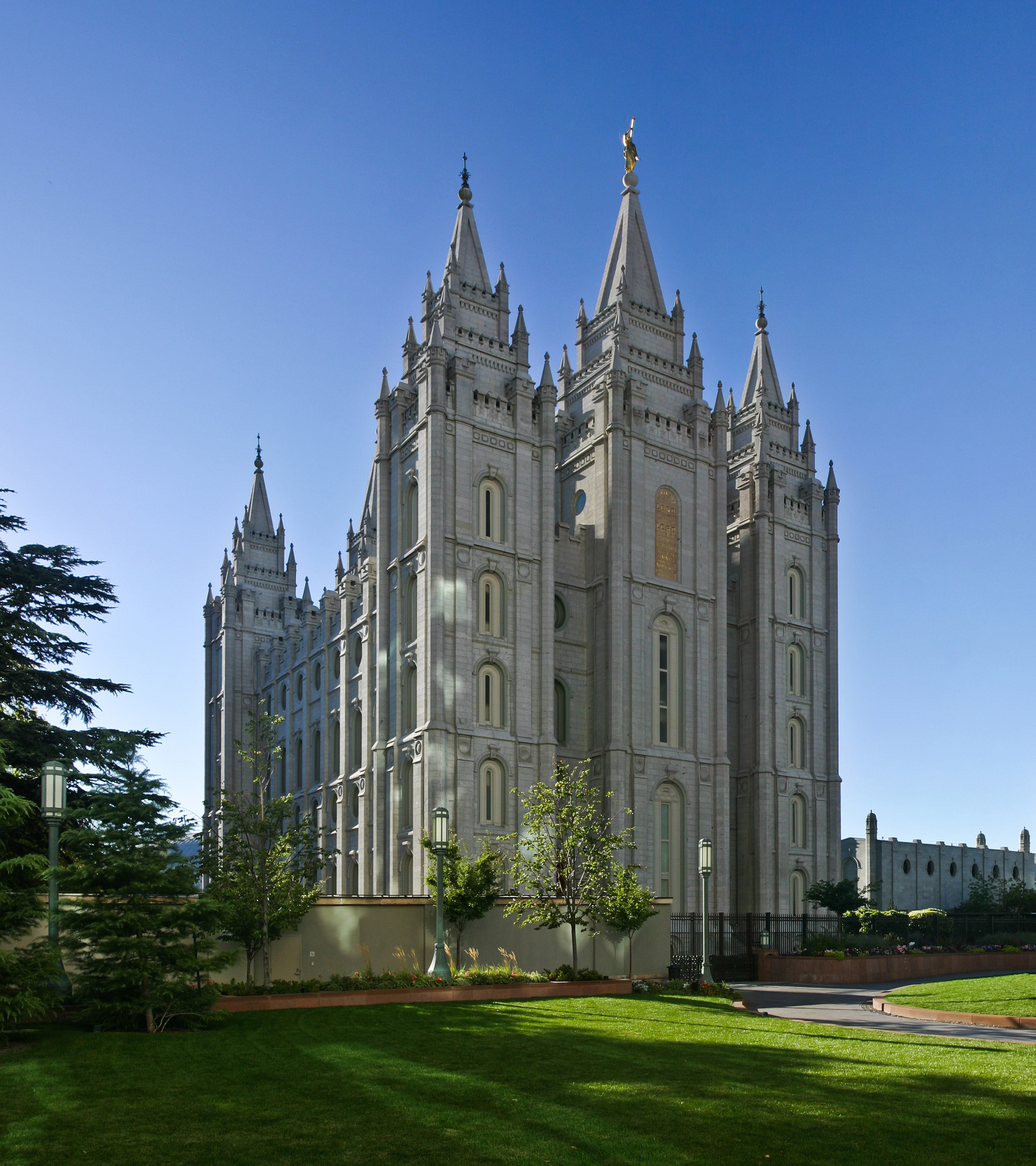
Der Salt-Lake-Tempel enthält ein Allerheiligstes.

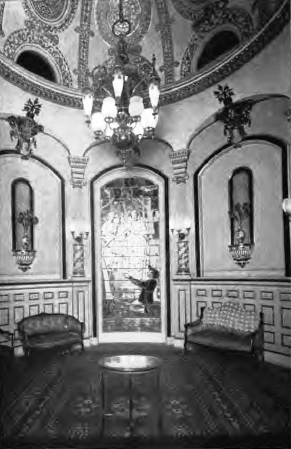
Allerheiligstes im Salt-Lake-Tempel, so wie es in den frühen Jahren des 20. Jahrhunderts war.

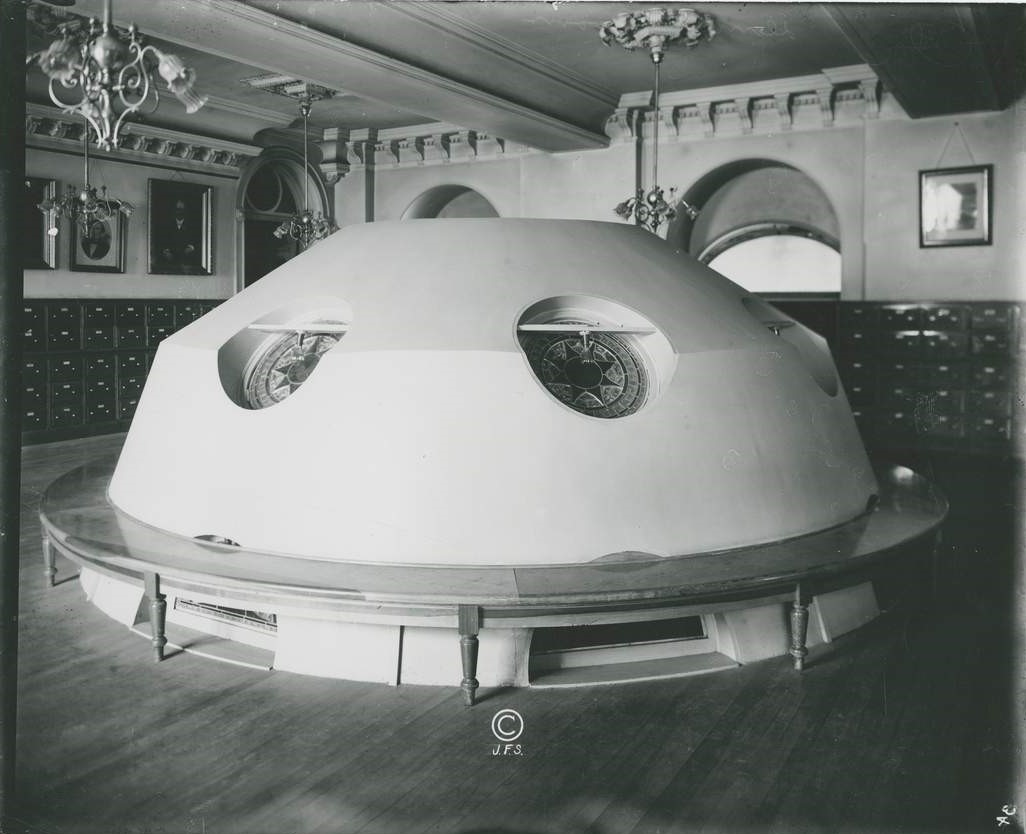
Die Kuppel des Allerheiligsten, von oben gesehen.

In der Kirche Jesu Christi der Heiligen der Letzten Tage ist das Allerheiligste ein Raum im Salt-Lake-Tempel. Dieser Raum wird vom Präsidenten der Kirche benutzt. Wenn der Raum vom Präsidenten der Kirche betreten wird, handelt der Präsident als Hohepriester der Kirche und als Hohepriester von Israel. Er macht dies nach HLT-Verständnis des 2. Buchs Mose. Dieses Allerheiligste ist nach Verständnis der HLT-Kirche eine neuzeitliche Entsprechung zum Allerheiligsten des Mischkan bzw. des Jerusalemer Tempels. Dieser Raum wurde auch genutzt, um die Verordnung der Zweiten Bestimmung zu verabreichen. Jedoch wird heutzutage jeder geweihte Raum in einem Tempel dafür benutzt.

## Ort und Beschreibung
Das Allerheiligste befindet sich über dem celestialen Raum des Salt-Lake-Tempels. Es wird in der Enzyklopädie des Mormonismus folgendermaßen beschrieben: „Nach den Schiebetüren des Raumes kommen sechs Stufen zu ähnlichen Türen. Sie symbolisieren den Vorhang, der das Allerheiligste in antiker Zeit schützte. Der geschützte Raum ist rund und besitzt ein Gewölbe. Die Einrichtung besteht aus verarbeitetem Holz, Blattgold, Glasmalereien und besonderem Licht.“ Der Raum enthält eine Glasmalerei von Louis Comfort Tiffany, die die Erste Vision von Joseph Smith darstellt.

## Lehren von Führungskräften der HLT-Kirche
Boyd K. Packer beschrieb den Raum: „Versteckt in einem zentralen Teil des Tempels ist das Allerheiligste. Dort geht der Präsident der Kirche hinein um ein Gespräch zu führen mit dem, dessen Kirche dies ist, wenn eine schwierige Entscheidung getroffen werden muss. Der Prophet besitzt die Schlüssel. Er besitzt die spirituellen Schlüssel wie auch die weltlichen Schlüssel für diesen heiligen Raum in diesem Gebäude.“
Der Apostel James E. Talmage berichtete: „Dieser Raum ist reserviert für die höheren Verordnungen des Priestertums. Er wird benutzt für die Erhöhung der Lebenden und der Toten.“
Joseph Smith berichtete: „Niemand kann erzählen, dass er Gott wirklich kennt, wenn er nicht im Allerheiligsten war.“

## Bezeichnung
Die Bezeichnung für diesen Raum als Allerheiligstes stammt aus dem Judentum.

## Schriftenkanon
Im Schriftenkanon wird das Allerheiligste erwähnt. Es ist wichtig für den Sinn der Tempel.

### Der Sinn der Tempel
„Darum, wahrlich, ich sage euch: Eure Salbungen und eure Waschungen und eure Taufen für die Toten und eure feierlichen Versammlungen und eure Gedenkfeiern für eure Opfer durch die Söhne Levi und für eure Aussprüche Gottes an euren höchst heiligen Stätten, worin ihr Mitteilungen empfangt, und eure Satzungen und Richtersprüche für den Anfang der Offenbarungen und die Grundlage Zions und für die Herrlichkeit, Ehre und das Endowment all seiner Bürger sind durch die Verordnung meines heiligen Hauses verordnet, und mein Volk hat allzeit das Gebot, meinem heiligen Namen ein solches Haus zu bauen.“

### Erste Präsidentschaft empfängt Aussprüche Gottes
„Ich gebe ihm als Ratgeber meinen Diener Sidney Rigdon und meinen Diener William Law, dass diese ein Kollegium und die Erste Präsidentschaft bilden, um die Aussprüche Gottes für die ganze Kirche zu empfangen.“

### Referenz in der Bibel zum Allerheiligsten
„Und er baute zwanzig Ellen von der Rückseite des Hauses entfernt eine Wand aus zedernen Brettern vom Boden bis an die Decke und baute so im Innern einen Raum, das Allerheiligste.“